# Volkan Yaman
Pour les articles homonymes, voir Yaman.
Volkan Yaman, né le 27 août 1982 à Munich en Allemagne, est un footballeur international turc qui joue actuellement pour Eskişehirspor au poste d'arrière gauche.

## Carrière en club
Volkan Yaman est formé au club de SC Freiman. Mais il est très vite repéré par le club de TSV Munich 1860 et terminera sa formation de jeune dans ce club.
Le 4 juin 2004, à l'âge de 21 ans, il signe pour le club turc d'Antalyaspor A.Ş., équipe de Deuxième Division turque. Le 29 août 2004, il joue son premier match sous le maillot d'Antalyaspor A.Ş. contre Karşıyaka SK, défaite 3-2 en déplacement à Izmir. Le 24 avril 2005, il marque son premier but sous les couleurs d'Antalyaspor A.Ş. contre Kayseri Erciyesspor, défaite 3-2 en déplacement à Kayseri. À la fin de la saison 2004-2005 son équipe termine à la 14e place en Deuxième Division Turque, synonyme de maintien. À la fin de la saison 2005-2006 l'équipe d'Antalyaspor A.Ş. termine à la 2e place et accède ainsi à la Première Division turque pour la saison suivante, pour sa part Volkan Yaman réalise une superbe saison et commence à taper dans l'œil des recruteurs des grands clubs d'Istanbul, mais son club ne le lâchera pas. Le 6 août 2006, à l'âge de 24 ans, il joue son premier match en Première Division turque avec Antalyaspor A.Ş. contre Çaykur Rizespor, match nul 0-0 à domicile à Antalya. Le 5 novembre 2006, il marque son premier but en Première Division turque contre Beşiktaş JK, match nul 4-4 à domicile. Malgré une bonne performance de sa part le club d'Antalyaspor A.Ş. se positionnera à la 16e place et sera relégué en Deuxième Division turque. 
Le 6 juillet 2007, à l'âge de 24 ans, il signe pour le grand club le Galatasaray SK. Le 12 août 2007, lors de la première journée de la Première Division turque, il joue son premier match sous le maillot de Galatasaray SK contre Çaykur Rizespor, et marque aussi son premier but avec son nouveau club, victoire 4-0 à domicile. Quatre jours plus tard en Coupe de l'UEFA il joue son premier match européen contre Slaven Belupo équipe de Croatie et marque aussi le but de la victoire de son équipe, score final 2-1 à l'extérieur à Koprivnica. À la fin de la saison 2007-2008, il sera champion de Turquie.
En août 2009, après l'arrivée de Frank Rijkaard au Galatasaray S.K., il a été transféré au club turc de Eskişehirspor. Le 31 mai 2012 son contrat avec Eskişehirspor prend fin. Le 22 juin 2012 il trouve un accord avec l'équipe de Kasımpaşaspor.

## Carrière internationale
Volkan Yaman est un joueur qui a connu seulement la sélection nationale de Turquie.
Le 24 mai 2006, à l'âge de 23 ans, il est sélectionné pour la première fois en équipe nationale de Turquie par Fatih Terim lors d'un match amical contre la Belgique, match nul 3-3 à l'extérieur. Sa dernière sélection date du 17 octobre 2007 contre la Grèce, défaite 0-1 à domicile.

## Palmarès
- Champion de Turquie en 2008 avec Galatasaray